# Tiếng Tay Dọ
Tiếng Tay Dọ (hay Tày Dọ, Thái Do, Tai Yo, Thái Yo), còn được gọi là Tay Mèn (hoặc Thái Mạn, Tai Mène) tiếng Thái: ภาษาญ้อ, phát âm tiếng Thái: [kwām Tă̄i Yǒ; pha-xá Thă̄i Nhǒ]), là một ngôn ngữ thuộc ngữ chi Thái có mặt ở Đông Nam Á. Tiếng Thái Hàng Tổng có thể chỉ là một phương ngữ của tiếng Tay Dọ tại Việt Nam. Tiếng Thái Yo được viết bằng hai bộ chữ. Thứ nhất là chữ Thái Quỳ Châu (hay còn gọi là Lai Tay) và thứ hai là chữ Thái Lai Pao, hiện nay vẫn đang được sử dụng. Về hình thức, tiếng Tay Dọ dường như là một ngôn ngữ Tai Tây Nam nhưng điều này chỉ là do sự tiếp xúc ngôn ngữ hàng thế kỷ và nó phải được phân loại là thuộc nhóm ngôn ngữ Tai Bắc. Tiếng Lào Nyo được nói ở miền trung Thái Lan và miền tây Campuchia là một phương ngữ tiếng Lào và không giống với tiếng Tay Dọ.

## Thái Mèn
Người Tai Mène tại Lào tự xưng có nguồn gốc từ Xiềng Mèn (và cả Xiêng My) ở Việt Nam. Hai tên này tương ứng với hai thị trấn sau đây ở tỉnh Nghệ An, Việt Nam, nằm gần Quỳ Châu (Chamberlain 1998):
- Xiềng Líp: nằm ở hợp lưu Nặm Lịp và Nặm Chu (Huôi Chà Hạ), gần hợp lưu Chà Hạ và Nặm Ngân (Ngoen) (hợp lại tạo thành Nậm Souang hay Huôi Nguyên).
- Bản Pốt: nằm xa hơn về phía đông Nặm Ngân.

Tiếng Tai Mène có liên quan đến tiếng Tai Pao (tiếng Thái Hàng Tổng) (paaw 4 <*baaw A), mà người nói cho rằng có nguồn gốc từ huyện Tương Dương, tỉnh Nghệ An, Việt Nam (Chamberlain 1991).

### Phân bố
Thổ ngữ Tai Mène được nói ở tỉnh Borikhamxay, nhiều làng của huyện Khamkeuth và một số làng ở huyện Viêng Thông (Chamberlain 1998). Các ngôn ngữ Việt: Ly Hà, Phọng, Toum, Ayoy, Mã Liềng và Thà Vựng được nói ở gần đó.
Ngôn ngữ này được nói bởi khoảng 50.000 người Thai Nyo ở các tỉnh của Thái Lan như Sakon Nakhon, Nong Khai, Nakhon Phanom, Maha Sarakham, Prachinburi, Saraburi, huyện Na Wa,...